# Nieuwe tijd
De nieuwe tijd is volgens de traditionele indeling de periode in de westerse geschiedenis die volgt op de middeleeuwen (476-1450) vanaf ongeveer 1450. De term kan twee verschillende betekenissen hebben:
- de hele periode na de middeleeuwen tot heden. In dat geval duurt de nieuwe tijd tot vandaag de dag. Binnen deze betekenis kan nog worden onderscheiden tussen de vroegmoderne tijd en de moderne tijd.
- als alternatieve naam voor de vroegmoderne tijd. In dat geval duurde de nieuwe tijd tot ongeveer 1789. Vaak wordt ook het begin van de negentiende eeuw nog als 'vroegmodern' beschouwd. De hiernavolgende periode wordt dan in de regel nieuwste tijd (of moderne tijd) genoemd.

## Oorsprong
De gewoonte om de westerse geschiedenis in drie perioden – oudheid, middeleeuwen en nieuwe tijd – onder te verdelen, is ontstaan tijdens de renaissance. De humanisten meenden dat na een periode van verval en barbarij, de middeleeuwen, een periode van hernieuwde bloei van kunst en wetenschap was aangebroken. De Oudheid werd door hen geïdealiseerd.
Voor niet-westerse culturen is deze indeling niet gebruikelijk en ook meestal niet toepasbaar.